# André Astoux
André Astoux (André Louis Ernest Alexis) né le 27 avril 1919 à Cannes et décédé le 2 juillet 1990 à Paris (14ème arrondissement), est un 
officier de marine, chargé de mission du Général de Gaulle, directeur général adjoint de l'ORTF, directeur du Centre national de la cinématographie. 

## Biographie
André Astoux est ancien élève de l'École navale (promotion 1938, Francis Garnier). Il est enseigne de Vaisseau en 1940 sur navire le Bretagne quand celui-ci est touché à Mers el-kébir et il est à Toulon en 1942, lors du sabordage de la flotte. 
Il rejoint alors la Résistance et la France Libre ; il est responsable de la Résistance dans l'Oise.  À la tête d'un peloton de chars de la division Leclerc il entre dans Strasbourg libéré, au côté de l' enseigne de vaisseau  Philippe de Gaulle, qui devient son ami et qu'il aura comme collègue à l'École navale où il enseigne après la guerre.
André Astoux est chargé de mission du général de Gaulle de 1949 à 1955. Il est nommé délégué départemental du RPF dans l’Oise. Au cours de cette période il coopère avec Marie Madeleine Fourcade : ils lancent en 1947, la "Campagne du Timbre" pour asseoir la popularité du Général et pour remplir les caisses du RPF ; en 1958 ils se mobilisent  pour le retour du Général de Gaulle au pouvoir. 
En 1955 il démissionne de l'armée et entre dans l'entreprise Simca où il occupe différents postes d'encadrement.
En 1964 A. Astoux est nommé directeur adjoint de l'ORTF, nouvellement créé et qui succède à la RTF. Bien que fidèle au gouvernement il s'oppose  aux responsables politiques de l'Etat en mai 1968, il analysera et expliquera ces divergences dans son livre Ondes de choc. Ses fonctions cessent en 1969. 
Nommé par décret du 17 octobre 1969 André Astoux remplace André Holleaux en qualité de directeur général du Centre national de la cinématographie.
En désaccord avec le nouveau ministre de la Culture, Maurice Druon,  André Astoux est remplacé en décembre 1973 par Pierre Viot. De 1975 à 1980 il est délégué général de la Fédération française des syndicats patronaux de l'imprimerie et des industries graphiques.
En septembre 1980 André Astoux entre au cabinet du Président de l'Assemblée nationale, Jacques Chaban-Delmas, en qualité de conseiller.
André Astoux est un fidèle du général de Gaulle. Il lui consacre trois ouvrages. Dans L'oubli il raconte l'histoire, moins connue que d'autres périodes, du gaullisme de 1946 à 1958. Dans Eh bien, mon cher et vieux pays... Dialogues posthumes avec De Gaulle  André Astoux donne sa réponse à la question "comment le général de Gaulle analyserait-il la situation de la France, de l'Europe, du monde d'aujourd'hui ? Quelles seraient ses propositions ? De quelle  façon s'appliquerait sa philosophie à notre époque ?".    
Dans Doctrine politique Recueil de déclarations et textes authentiques, Charles de Gaulle, André Astoux rassemble des textes du général de Gaulle qui constituent le socle de la doctrine politique, économique et sociale du gaullisme.
La commune de Compiègne a donné le nom d'André Astoux à une rue. 

## Décorations
- Commandeur de l'ordre des Arts et des Lettres (1970)[13] au titre de « directeur général du centre national de la cinématographie ».

## Publications
Eh bien, mon cher et vieux pays, dialogues posthumes avec de Gaulle , Paris, 1985 ed. Lieu commun, 261 p.
Ondes de choc,  de mai 1968 à l'O.R.T.F., aux radios pirates de 1978, quand les médias mènent le monde à l'âge du verbe, Paris, Plon, 1978, 252 p. 
Ce maudit cinéma!, Paris, 1974, J.C. Lattès, 208 p.
L'Oubli, De Gaulle, 1946-1958, Paris, 1974,  J.-C. Lattès,  481 p. 